# Athenas gamla tempel
Athenas gamla tempel, ibland Arkhaios Naos, var ett grekiskt kalkstenstempel tillägnat Athena Polias som stod på Atens Akropolis från cirka 510-talet f.Kr. År 480 intog perserna Aten och brände stora delar av staden och däribland Athenas gamla tempel. Samtida arkeologer är oeniga om hur mycket av templet som stod kvar efter perserna och hur länge. Templet låg på den norra delen av Akropolis, precis söder om där Erechtheion står idag som sticker ut över det Gamla Templets stylobat. Templets grund upptäcktes inte förrän utgrävningar 1886 och vissa arkeologer identifierar templet med det tempel som nämns Arkhaios Naos som också skall ha funnits på Akropolis.
Det finns oklarheter om när templet byggdes men den mest accepterade dateringen är andra halvan av 500-talet f.Kr. Runt år 510 f.Kr. blev Alkmaionid-släkten ombedd att bygga ett Apollontempel i Delfi. Alkmaionid var en gammal aristokratisk familj från Aten men som levt i exil i Delfi då Aten regerades av tyrannen Hippias. Alkmaionid-släkten byggde ett överdådigt tempel som skryter om aristokrati och rikedom. Som tack för templet bad oraklet i Delfi spartanerna att jaga ut Hippias från Aten så att Alkmaionid kunde återvända till staden och ta makten. Efter Hippias flykt från Athen skapades ett maktvakuum som Alkmaionid-släkten inte kunde kontrollera vilket resulterade i att folket tog makten och införde demokrati. För att visa folkets nyfunna makt bestämde de sig för att bygga om stora delar av Aten. Detta inkluderade ett tempel åt stadens skyddsgudinna Athena på Akropolis. Templet som byggdes var ett alltså direkt svar på Apollontemplet i Delfi för att häva statens makt över dess ledande familjer. En annan teori är att templet var en ombyggnad av en äldre struktur byggd åt Peisistratos söner.

## Trästatyn av Atena Polias och Panatheneinska Processionen
Athena Polias tempel hyste den berömda trästatyn av Athena Polias, en så kallad xoanon, som enligt traditionen var den mest heliga och äldsta kultstatyn av stadens skyddsgudinna. Statyn ansågs vara en manifestation av gudinnan själv och spelade en central roll i Atens religiösa liv.
Trästatyn var föremålet för Panatheneiska processionen, den största religiösa festivalen i Aten, som firades årligen till Athenas ära. Under denna procession, som var en av de viktigaste händelserna i stadens kalender, bars en ny, vävd peplos genom staden och upp till Akropolis, där den offrades till Athena Polias genom att placeras över trästatyn.

## Templets utseende
Athena Polias tempel var byggt i dorisk stil. Peristasis(en) utgjordes av sex kolonner på kortsidan och tolv på långsidan. Cellan skulle varit delad i två delar, med två små verandor på vardera sida, antingen i distyle in antis(en) eller tetrastil amfiprostylos. Östra rummet delades in i tre delar av två rader kolonner och det västra i tre rum. Strukturen var gjord av kalksten från Poros, men marmor användes till många andra delar i entablementet, bland annat metoper, geison och vattenkastare. Marmorstatyerna på den västra frontonen föreställer två lejon i blodig strid med en tjur, där tjuren slits i stycken av de två lejonen. På takets sima, det vill säga takets uppåtvända kanter som användes bland annat av dräneringsskäl, var både bagge- och lejonhuvuden.
Templets pediment var gjort i marmor och pryddes med skulpturer som avbildade Gigantomachy, den mytologiska kampen mellan gudar och jättar. Delar av pedimentskulpturerna, som idag finns bevarade i Akropolismuseet i Aten, avbildar gudinnan Athena i processen av att dräpa jättar, medan en figur som möjligen kan identifieras som Zeus anländer i sin stridsvagn.

## Templets förstörelse
Templet brändes av perserna år 480 f.Kr. när de intog Aten. Hur mycket som förstördes är oklart och hur länge ruinerna stod kvar är också oklart. De flesta arkeologerna håller med om att opistodomoset av templet fortsatt att stå efter den persiska bränningen och möjligtvis kunde ha använts som skattkammare. Templet återuppbyggdes aldrig av atenarna efter förstörelsen och ingen annan byggnad uppfördes heller ovanpå ruinerna. 
Det finns två skildrande perspektiv av motivet bakom bevaringen av platsen. Ferrari argumenterar att ruinerna stod kvar in till romersk tid som ett minnesmärke över persernas krigsförstörelse, medan Gerding argumenterar för att Athenas gamla tempel ersattes av den senare nybyggda Erechtheion.
Enligt den antika historikern Xenophon brandskadades ”det gamla templet” ytterligare under Callias arkontskap 406. Vissa arkeologer menar att hela det gamla templet förstördes i samband med branden, andra menar att templet i stora delar stod kvar.

## Templet i historiska källor
Både Herodotos och Thukydides hänvisar till en religiös plats i sina texter om Kylons uppror i Aten. Herodotos talar också om en megaron när han besökte Aten mellan år 460 och 440. Chiara menar att han talar om det gamla templets opisthodomos.